# Samir Hadji
Samir Hadji (ur. 12 września 1989 w Creutzwaldzie) – marokańsko-francuski piłkarz, grający jako środkowy napastnik w F91 Dudelange.

## Klub

### Początki
Zaczynał karierę w SR Creutzwald, gdzie grał od 2000 do 2007 roku.

### 1. FC Saarbrücken
1 lipca 2007 roku przeszedł do 1. FC Saarbrücken. W tym zespole zadebiutował 22 marca 2008 roku w meczu przeciwko 1. FC Kaiserslautern II (1:1). Na boisku pojawił się w 87. minucie, zmienił Floriana Horniga. 5 kwietnia 2008 roku strzelił pierwszą bramkę, rywalem zespołu z Saary był FC 08 Homburg (1:1). Do siatki trafił w 83. minucie. Łącznie zagrał dwa mecze i strzelił jedną bramkę.

### AS Nancy B
1 stycznia 2009 roku trafił do rezerw AS Nancy.

### RC Strasbourg
1 lipca 2010 roku trafił do RC Strasbourg. W tym klubie zadebiutował 14 sierpnia 2010 roku w meczu przeciwko AS Cannes (3:3). Grał 77 minut, został zmieniony przez Davida Ledy’ego. 23 października 2010 roku strzelił pierwszego gola, rywalem jego zespołu był UJA Alfortville (4:0). Do siatki trafił w 76. minucie.

### Hassania Agadir
1 lipca 2011 roku przeniósł się do Hassanii Agadir. W marokańskim klubie zadebiutował 18 września 2011 roku w meczu przeciwko FAR Rabat (0:0). Na boisko wszedł w 63. minucie, zmienił Osmane Sarra. Łącznie zagrał 3 mecze.

### Fola Esch
26 lipca 2012 roku przeniósł się do Luksemburga, podpisał kontrakt z Fola Esch. W tym klubie debiut zaliczył 5 sierpnia 2012 roku w meczu przeciwko Union 05 Kayl-Tétange (zwycięstwo 1:6). Na boisku pojawił się w 65. minucie, zmienił Stefano Bensiego. Pierwszego gola strzelił 10 listopada 2012 roku w meczu przeciwko Etzella Ettelbruck (0:5). Do siatki trafił w 59. minucie. W sezonie 2012/2013 zagrał 24 mecze i strzelił 6 goli i zdobył mistrzostwo kraju.
W sezonie 2013/2014 zagrał 25 meczów, strzelił 12 goli i miał 3 asysty.
W sezonie 2014/2015 zagrał 26 meczów, strzelił 12 bramek i miał 10 asyst, a ponadto wygrał ligę.
Sezon 2015/2016 zakończył z 26 meczami, 14 bramkami i 9 asystami.
W sezonie 2016/2017 miał okazję zagrać 21 meczów, strzelić 20 goli i dziewięciokrotnie asystować.
Sezon 2017/2018 zakończył z liczbą 26 meczów, 22 goli i 7 asyst.
W sezonie 2018/2019 zagrał 26 meczów, strzelił 23 gole i pięciokrotnie asystował.
Łącznie zagrał 174 mecze, strzelił 109 goli i miał 43 asysty.

### RE Virton
1 lipca 2019 roku przeniósł się do RE Virton. W Belgii zadebiutował 3 sierpnia 2019 roku w meczu przeciwko Oud-Heverlee Leuven (porażka 1:0). Zagrał cały mecz. 17 sierpnia 2019 roku zaliczył pierwszą asystę, rywalem jego drużyny był Lommel SK (0:3). Asystował przy bramce Mohameda Soumarégo w 67. minucie. pierwszego gola strzelił 5 października 2019 roku w meczu przeciwko KVC Westerlo (0:1). Do siatki trafił w 71. minucie. W sumie zagrał 10 meczów, miał gola i asystę.

### F91 Dudelange
1 lipca 2021 roku (po roku na bezrobociu) wrócił do Luksemburga, podpisując kontrakt z F91 Dudelange. W tym klubie zadebiutował 14 sierpnia 2021 roku w meczu przeciwko Progrès Niedercorn (2:2). Na boisko wszedł w 69. minucie, zastąpił Edvina Muratovicia. Pierwszą asystę zaliczył 12 września 2021 roku w meczu przeciwko Racing FC Union Luksemburg (wygrana 3:4). Asystował przy bramce Adela Bettaieba w 27. minucie. Pierwsze gole strzelił 26 września 2021 roku w meczu przeciwko Etzella Ettelbruck (wygrana 6:1). Hadji strzelił hat-tricka, trafiał w 29., 55. i 61. minucie. Łącznie (stan na 15 lutego 2023) zagrał 42 mecze, strzelił 24 gole i miał 5 asyst.

## Rodzina
Jego ojciec Mustapha też był piłkarzem. Bratankowie też są związani z futbolem. Natomiast brat Zachary też uprawia sport.